# Chapeau (poker)

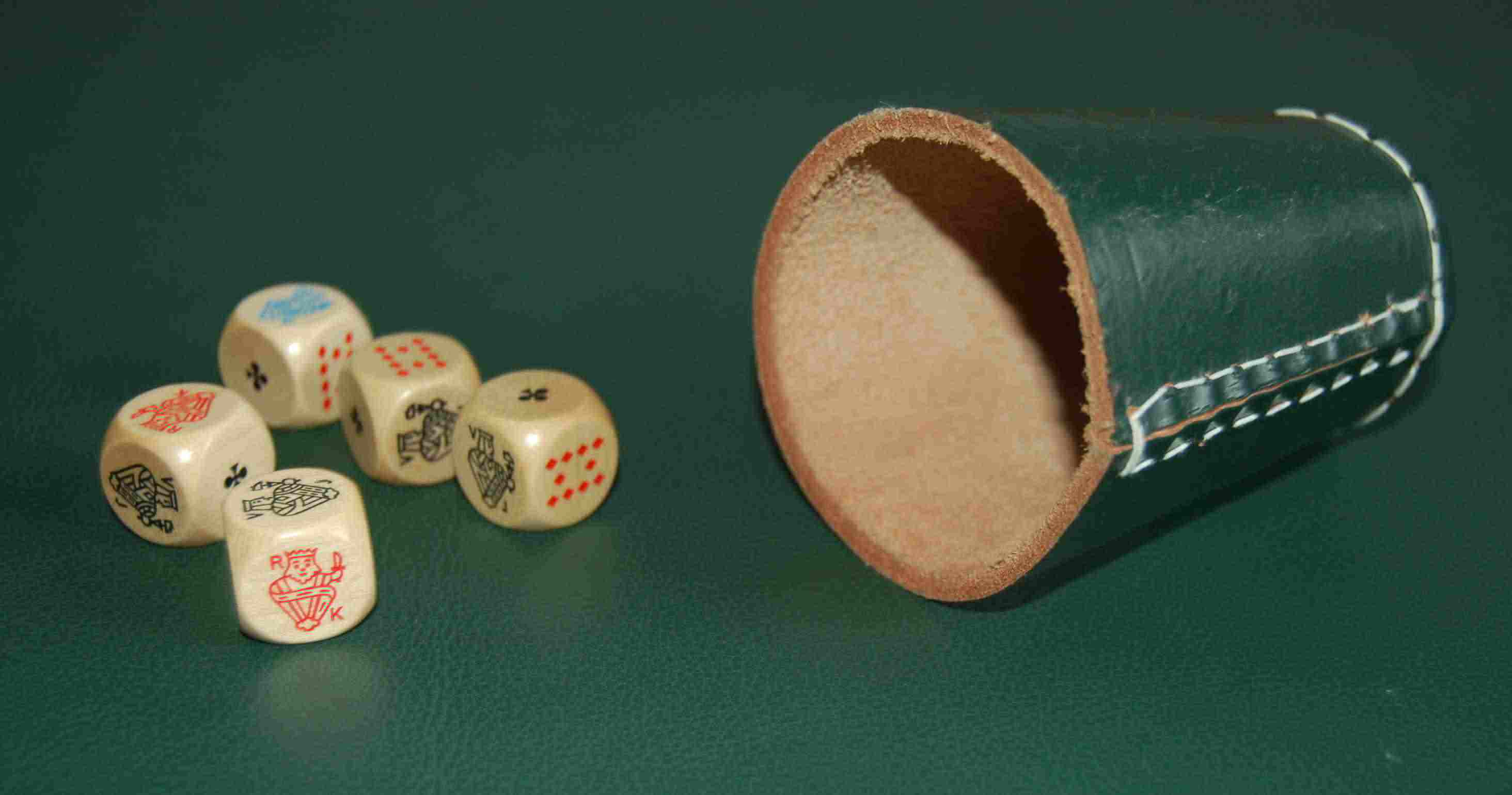
Poker-dobbelstenen en beker

Chapeau is een variant op poker, maar wordt gespeeld met vijf speciale poker-dobbelstenen (de zes kanten van elke dobbelsteen bevatten een aas, heer, dame, boer, 10 en 9). De dobbelstenen worden geschud in een beker (de "chapeau") met een bijpassend schijfje (dekseltje).  Eventueel ook een teerlingbak.  Er kunnen immers ook buiten de chapeau dobbelstenen worden gerold, dewelke voor iedereen zichtbaar zijn. 
Het spel bestaat uit rondes waarbij de "chapeau" wordt doorgegeven van speler tot speler. Elke ronde heeft een winnaar en verliezer.  Deze rondes vormen samen een partij waarbij de uiteindelijke winnaars of verliezers worden bepaald met behulp (straf)punten.
De populariteit is het resultaat van extase, frustratie en manipulatie wanneer iedereen tracht te winnen. Spelers kunnen elkaar verbazen met onverwacht overtuigend liegen, of hun keuzes te staven met kansberekening en logisch denken.
Er is een ''pot'' met punten, bijvoorbeeld fiches, lucifers, muntstukken of papiersnippers. Het beschikbare aantal punten is meestal het dubbele van het aantal spelers, verminderd of vermeerderd met 1.  De spelers zelf kunnen starten met een verdeling van deze punten voor iedereen, waarbij begonnen wordt met het leggen van punten in de pot wanneer men de verliezer is van een rode.  Alternatief kan men starten met alle punten in de pot, hierbij worden punten uit te pot genomen wanneer men een ronde wint.  De score van de spelers tijdens deze fases wordt dus bijgehouden met de punten.

## Mogelijke combinaties
De graad van waarde van een combinatie kan verschillen van land tot land of door een historisch gegroeide gewoonte.  De spelers moeten uiteraard voor de start van het spel, akkoord zijn over de rangschikking.
In België is onderstaande rangschikking gebruikelijk, met varianten waarbij meestal de kleine en grote straat, een andere rangschikking krijgen.  Dit volgt niet helemaal de volgorde van de "Exacte kans". Dit zorgt voor een extra dynamiek in het spel.
Combinaties van dobbelstenen in graad van waarde (laagste eerst) met hun kansen gebruikelijk in België:
| Waarde | Worp                                              | Exacte kans | Percentage | 1 kans op ... |
| ------ | ------------------------------------------------- | ----------- | ---------- | ------------- |
| 1      | Cadeau -of- Singleton (eigenlijk niets)           | 480 / 7776  | 6,17%      | 16,2          |
| 2      | Paar (2 dezelfde)                                 | 3600 / 7776 | 46,30%     | 2,2           |
| 3      | Dubbel Paar (2 keer 2 dezelfde)                   | 1800 / 7776 | 23,15%     | 4,3           |
| 4      | Trice -of- Tris -of- Three of a Kind (3 dezelfde) | 1200 / 7776 | 15,43%     | 6,5           |
| 5      | Kleine straat (Heer, Dame, Boer, 10, 9)           | 120 / 7776  | 1,54%      | 64,8          |
| 6      | Full House (Trice en paar)                        | 300 / 7776  | 3,86%      | 25,9          |
| 7      | Grote straat (Aas, Heer, Dame, Boer, 10)          | 120 / 7776  | 1,54%      | 64,8          |
| 8      | Carré -of- Four of a Kind (4 dezelfde)            | 150 / 7776  | 1,93%      | 51,8          |
| 9      | Poker -of- Five of a Kind (5 dezelfde)            | 6 / 7776    | 0,08%      | 1296          |

Andere rangschikkingen en worpen zijn ook in gebruik, bijvoorbeeld deze combinaties van dobbelstenen in graad van waarde (laagste eerst) met hun kansen:
| Waarde | Worp                                              | Exacte kans | Percentage | 1 kans op ... |
| ------ | ------------------------------------------------- | ----------- | ---------- | ------------- |
| 1      | Cadeau -of- Singleton (eigenlijk niets)           | 480 / 7776  | 6,17%      | 16,2          |
| 2      | Paar (2 dezelfde)                                 | 3600 / 7776 | 46,30%     | 2,2           |
| 3      | Dubbel Paar (2 keer 2 dezelfde)                   | 1800 / 7776 | 23,15%     | 4,3           |
| 4      | Trice -of- Tris -of- Three of a Kind (3 dezelfde) | 1200 / 7776 | 15,43%     | 6,5           |
| 5      | Paarse Flush (enkel blauwe en rode stenen)        | 120 / 7776  | 1,54%      | 64,8          |
| 6      | Zwarte Flush (enkel zwarte stenen)                | 120 / 7776  | 1,54%      | 64,8          |
| 7      | Full House (Trice en paar)                        | 300 / 7776  | 3,86%      | 25,9          |
| 8      | Carré -of- Four of a Kind (4 dezelfde)            | 150 / 7776  | 1,93%      | 51,8          |
| 9      | Poker -of- Five of a Kind (5 dezelfde)            | 6 / 7776    | 0,08%      | 1296          |

De Paarse Flush → Zwarte Flush combinatie kan worden vervangen door een andere kleurmenging afhankelijk van de kleur van de stenen. Bijvoorbeeld de Olijfboom Flush indien de stenen rood en groen in aanmerking komen voor de Flush.

## Bij gelijke combinaties
In dit geval wordt de graad bepaald door de waarde van de dobbelstenen. Een paar heren is duidelijk lager dan een paar azen. De dobbelstenen die niet meetellen voor de combinatie vormen een belangrijke tweede rangschikking. Een Carré van de heren met een 9 is bijvoorbeeld minder waard dan een Carré van de heren met een 10.
De hoogst mogelijke dobbelstenen van de bewuste combinatie wordt ook soms 'Max' genoemd. Een Carré van de negens Max, is een combinatie van 4 negens met een aas.  De hoogste Carré Max is een combinatie van 4 azen en een heer.  
De waarde kan ook verhoogd worden door meer te benoemen. Een onbenoemd paar is bijvoorbeeld minder waard dan een paar van de negens, en een Carré van de heren is ook minder waard dan een Carré van de heren met een 10.  Indien een speler vergeet te benoemen wanneer dit opportuun was om te winnen, kan de ontvanger van de chapeau, hier gebruik van maken om de hete aardappel door te geven naar de volgende speler.

## Bepalen van winnaars en verliezers van een partij
Er zijn twee varianten bij de start van een partij.
1. Niemand heeft munten, deze zitten allemaal in de pot.
2. Iedereen begint met munten en de pot is leeg.

Bij de eerste variant worden eerst de munten uitgedeeld tot de pot leeg is aan de verliezer. In de tweede fase legt de winnaar van een ronde telkens een muntje terug in de pot. De eerste die geen munten meer heeft, is de eerste winnaar. De anderen kunnen verder spelen tot ten slotte de laatste verliezer overblijft.
Bij de tweede variant, worden er door de verliezer eerst munten in de pot gelegd. De eerste speler zonder munten is de eerste verliezer. Er is maar 1 winnaar wanneer er 1 enkele speler met munten overblijft.  Deze speler heeft dan recht op de pot.

## Spelverloop
De eerste speler neemt de beker met dobbelstenen, schudt, bekijkt al dan niet het resultaat, en geeft door in een richting naar keuze, terwijl hij het resultaat noemt, dat overigens niet waar hoeft te zijn. De doorgeef richting (met de klok mee of tegen de klok in) ligt nu vast tot de ronde eindigt. 
De doorgeef richting mag vrij gekozen worden bij de start van een fase: het afgeven van munten aan de pot, of het nemen van munten uit de pot.
Als een volgende speler de beker krijgt, heeft hij de keuze:
1. De chapeau (zonder eerst zelf te kijken) opheffen indien hij de voorganger niet gelooft:
  1. Indien de voorganger hoger aankondigde dan wat er effectief ligt, krijgt deze voorganger een strafpunt.
  2. Indien de voorganger juist of lager (het zogenaamd 'onderliegen') aangekondigde, krijgt degene die de chapeau ophief een strafpunt.
2. Blind doorgeven. Dit is doorgeven zonder zelf te kijken.
3. Handelingen uitvoeren, en dan de chapeau doorgeven. Mogelijke handelingen zijn:
  1. Een aantal dobbelstenen aan de kant leggen, en met de rest schudden. Meestal worden de gelijke eruit gehaald, en blijft de rest onder de chapeau om mee geschud te worden.
  2. Een aantal dobbelstenen onder de chapeau laten liggen, en met de rest open rollen.
  3. Een combinatie van voorgaande twee, op voorwaarde dat dit ook gelijktijdig en onafhankelijk gebeurt. Het is niet toegelaten het resultaat van de eerste actie te bekijken en dan de tweede actie uit te voeren.
  4. Niets uithalen en met alles schudden.

Onafhankelijk van de handelingen die de speler uitvoert, moet wat hij doorgeeft altijd hoger zijn dan wat de vorige speler aankondigde, en desnoods moet hij daarbij liegen (bluffen).  Het is ook mogelijk om te "onderliegen" waarbij je iets hoger doorgeeft, maar er ligt nog iets hoger onder de chapeau.  Zodoende kan je de speler ontmoedigen om de chapeau op te heffen, omdat het mogelijks gemakkelijk is door te geven. 
Wanneer een al dan niet benoemde poker doorgegeven en aanvaard wordt, krijgt de ontvanger 5 worpen om een hogere poker te gooien, waarbij telkens stenen naar keuze mogen vastgeklikt worden. Na deze worpen eindigt de ronde.
Een ronde eindigt ook wanneer iemand de chapeau opheft. Degene die gewonnen heeft, komt aan de beurt als eerste speler van de volgende ronde.

## Variant: Mexicaanse chapeau
Deze variant kan met hoogstens 5 deelnemers gespeeld worden. Elke speler krijgt 1 dobbelsteen en houdt deze uit het zicht van de andere spelers. Daarbij kan men bijvoorbeeld de hoed van de chapeau gebruiken, of het dekseltje. Tenzij er 5 spelers zijn, liggen de overige stenen open op tafel.
In deze variant doet de aas dienst als joker. De speler die aan de beurt is, bepaalt de waarde van alle azen. Deze waarde kan door de volgende speler gewijzigd worden. Bij het uitvoeren van chapeau wordt voor elke aas die waarde genomen die de hoogst mogelijke graad oplevert.
Bij het begin van een ronde werpt elke speler zijn eigen dobbelsteen en verstopt het resultaat voor de anderen. Indien er minder dan 5 spelers zijn, werpt de eerste speler vervolgens de open dobbelstenen (of dobbelsteen), met het resultaat zichtbaar voor allen. De speler kiest de doorgeefrichting en maakt zijn aankondiging. Hierbij maakt hij gebruik van de open stenen, gecombineerd met alle andere verborgen stenen, waarbij de aas als joker dient.
Als een volgende speler aan beurt is, heeft hij de keuze:
1. Chapeau uitvoeren: alle verborgen dobbelstenen open laten leggen indien hij de voorganger niet gelooft:
  1. Indien de voorganger hoger aankondigde dan wat er effectief ligt, krijgt deze voorganger een strafpunt.
  2. Indien de voorganger juist of lager (het zogenaamd 'onderliegen') aankondigde, krijgt degene die de chapeau uitgevoerd heeft een strafpunt.
2. Handelingen uitvoeren, en dan de beurt doorgeven. Mogelijke handelingen zijn:
  1. Zijn eigen verborgen dobbelsteen werpen en het resultaat verborgen houden.
  2. Met één of meer van de open dobbelstenen werpen.
  3. Een combinatie van voorgaande twee, op voorwaarde dat dit ook "gelijktijdig" gebeurt. Het is niet toegelaten het resultaat van de eerste actie te bekijken en dan de tweede actie uit te voeren.
  4. Niets doen

Verder gelden dezelfde opmerkingen als bij de standaardvariant.